# 再見的彼端
《再見的彼端》（日语：さよならの向う側）是日本女歌手山口百惠的第31張單曲，於1980年8月21日發行。
1973年14歲出道的山口百惠在1980年3月締結婚約，當年21歲的她宣佈從日本演藝圈引退。她在同年10月5日於日本武道館舉辦的引退演唱會中，最後一首演唱的歌曲就是《再見的彼端》。她唱出歌詞最後一句「Thank you for your everything／就用感謝代替道別（さよならのかわりに）」後，將放在舞台中央，然後離開舞台，就此告別樂壇。
這首《再見的彼端》多次被日本歌手翻唱，包括宇崎龍童、中西圭三、淳君、鈴木雅之、八神純子、A Hundred Birds、倖田來未、德永英明等等。這首歌也是香港男歌手張國榮的代表作之一《風繼續吹》的原曲。